# Enfrontaments al campament sahrauí de Gdeim Izik

Sàhara Occidental.

Els enfrontaments al campament sahrauí de Gdeim Izik van tenir lloc el 8 i 9 de novembre de 2010 entre les forces de seguretat del Marroc i sahrauís acampats a Gdeim Izik, una zona desèrtica a setze quilòmetres d'Al-Aaiun, capital del Sàhara Occidental, ciutat on també s'experimentà una revolta sahrauí en el moment de saber-se l'assalt a Gdeim Izik i la intervenció de les forces marroquines.
Les xifres sobre els enfrontaments foren confuses, donat que les autoritats marroquines impediren l'entrada de la premsa occidental i directius d'organitzacions no governamentals a la zona. L'organització Human Rights Watch,del qui el director d'Emergències va poder estar al país durant cinc dies, assenyalà en el seu informe que les dades de morts coincidien amb les xifres donades per les autoritats marroquines, que la repressió i tortures als detinguts eren certes i també els assalts als habitatges dels civils sahrauís, tal com aquests van denunciar. Segons fonts marroquines, en els enfrontaments van morir, a data de 12 de novembre, tretze persones: un militar, nou membres de les forces de seguretat marroquines, un auxiliar de les mateixes i un funcionari de l'Oficina de Fosfats del Marroc, així com dos sahrauís, un d'ells Baby Hamday Buyema (també anomenat Babi Mahmud El Guerga), nacional espanyol, i 163 detinguts només a l'Al-Aaiun. Per la seva banda, el Front Polisario va assenyalar que els morts eren dinou, 723 ferits i 159 desapareguts, fent públic que a la ciutat d'Al-Aaiun hi havia cadàvers degollats als carrers que l'exèrcit marroquí deixava a la vista per atemorir els habitants. Tanmateix, l'11 de novembre, el Front Polisario va fixar la xifra de ferits en més de 4.500 i més de 2.000 detinguts. Per part de l'associació sahrauí de drets humans, Thawra, que agrupa a diversos col·lectius, la xifra de morts podria superar el centenar. Altres col·lectius sahrauís afirmaven que havien trobat a divuit dones mortes, set homes i un nen de 7 anys. El govern marroquí va negar totes les versions que no fossin la indicada per ell mateix.
Va ser la major protesta d'ençà que Espanya va abandonar el territori de l'antiga colònia l'any 1975, després de l'Acord tripartit de Madrid.
El mateix dia 8 de novembre, representants del govern del Marroc i el Front Polisario es van reunir a la nit a Manhasset (Estats Units), en la tercera conferència afavorida per les Nacions Unides sobre el futur del Sàhara Occidental.

## Antecedents
El Sàhara Occidental es troba a la llista de les Nacions Unides de territoris no autònoms i està ocupat i administrat gairebé íntegrament pel Marroc, que ocupa les zones nord i oest. La resta, un 20% del territori, ho controla l'autoproclamada República Àrab Sahrauí Democràtica (RASD), governada pel Front Polisario, excepte la ciutat de Güera, que roman deshabitada i controlada per Mauritània. Un mur defensiu militar construït per Marroc separa ambdues zones. Té dos mil quilòmetres de llargada i una alçada mitjana de dos metres, protegit per tanques i filferro, així com camps de mines i fortificacions cada cinc quilòmetres.
El Front Polisario manté la seva estructura de govern i militar assentada a Algèria, al voltant del campament sahrauí de Tindouf. Algèria dona suport a la independència del Sàhara Occidental i són freqüents les tensions amb el Marroc per aquesta causa. El Sàhara Occidental és considerat pel Banc Mundial com el territori més ric de tot el Magrib per comptar amb el major banc pesquer del món i per les seves abundants reserves de fosfats.
L'any 1991 es va produir un alto el foc entre el Front Polisario i el Marroc, establint-se la Missió de Nacions Unides pel Referèndum al Sàhara Occidental (MINURSO), de la qui Christopher Ross era l'enviat el 2010. Des de llavors hi ha hagut cinc rondes negociadores entre el govern marroquí i el sahrauí. La cinquena es va iniciar el mateix dia de l'assalt i es va ajornar fins a desembre de 2010, sempre sota l'auspici de les Nacions Unides.

### Demandes de treball i habitatge
Durant diverses jornades, vint mil sahrauís s'havien concentrat al llarg del mes d'octubre i novembre de 2010 en un campament provisional pròxim a la zona desèrtica de Gdeim Izik, a uns setze quilòmetres al nord-est d'Al-Aaiun, per reclamar habitatges i llocs de treball al govern del Marroc, o bé ajudes socials per als sahrauís. Malgrat el controvertit procés de descolonització del Sàhara Occidental, i l'existència del Front Polisario com a braç armat i polític dels qui reclamen l'autodeterminació per a la zona i que controla la RASD, durant el temps de les protestes no es van produir crides d'insubmissió o insurrecció, tot i que membres del Front Polisario en el campament es postulaven per una extensió de les peticions originals, incloent el dret d'autodeterminació. El campament estava envoltat d'un mur de metre i mig d'alçada construït per les autoritats marroquines on a l'altre costat s'hi trobaven gendarmes i altres forces de seguretat marroquines.

### Resposta de Marroc a l'assalt

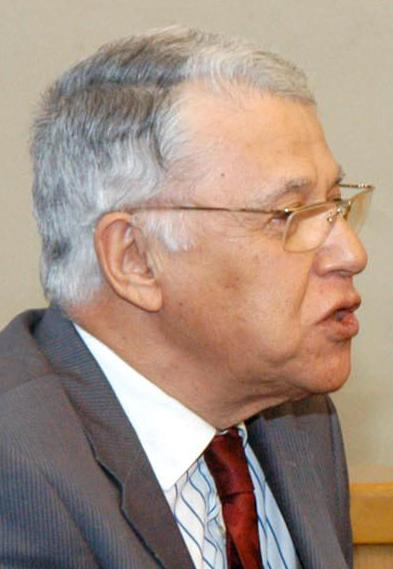
El Primer Ministre de Marroc, Abbas El Fassi.

El 24 d'octubre un adolescent sahrauí de 14 anys va morir per trets de la policia marroquina en un control policial del campament. El 31 d'octubre, el ministre de l'Interior, Taieb Cherkaouki, va visitar Al-Aaiun i es va reunir amb notables sahrauís de la ciutat, citant després al comitè que regentava el campament, que es va negar a assistir a la reunió mentre no "s'aixequi el setge policial i militar que patim".
El ministre portaveu del Govern del Marroc, Khalid Naciri, va declarar el 4 de novembre, que les converses amb els representants dels acampats eren "positives": el 5 de novembre, dos periodistes espanyols (de la Cadena SER i Televisió Espanyola) van ser agredits en un tribunal a Casablanca mentre cobrien informativament un judici contra set activistes sahrauís, i la parlamentària Nerea Antia, del Partit Nacionalista Basc, i Mikel Basabe, d'Aralar, juntament amb la representant d'aquesta última formació a la Cambra navarra, Nekane Pérez, foren retinguts a l'aeroport de Casablanca per les autoritats marroquines, que els impediren viatjar a Gdeim Izik i foren expulsats del país. Un dia després, el dissabte 6, les forces de seguretat marroquines van dificultar les entrades i sortides dels acampats i el 7, el campament va quedar tancat i assetjat.

### Discurs de Mohammed VI abans de l'assalt
La nit del 7 de novembre el rei del Marroc, Mohammed VI, va dirigir un discurs a la nació amb motiu del 35è aniversari de la Marxa Verda, en què el monarca va lamentar l'ús de les llibertats "per danyar la nostra integritat territorial" i ha advertit que "el nostre país no tolerarà cap violació, alteració o posada en dubte de la marroquinitat d'aquestes zona", i alhora ha anunciat que un grup d'experts dirigits per Omar Azziman, ex ambaixador marroquí a Espanya, estudiaria "beneficis per a les províncies del sud "amb una ampliació de la democràcia en els assumptes regionals al mateix temps que es "consolidaran els mecanismes locals i regionals de drets humans". Després de la intervenció en televisió del rei, algunes desenes de joves sahrauís es van manifestar a Al-Aaiun contra les paraules del monarca.

## Assalt al campament
La matinada del 8 de novembre, a les 07:00 hores del Marroc, diversos helicòpters de la gendarmeria marroquina sobrevolar el campament demanant als acampats que ho abandonessin immediatament. Un petit grup de dones i nens van sortir i van ser traslladats en autobús fins a Al-Aaiun. Després algunes desenes de haimes van començar a cremar sense que es conegués l'origen de l'incendi, el que va provocar el pànic, i les forces de seguretat marroquines, en nombre uns tres mil efectius, van acabar per ocupar la zona amb gasos lacrimògens, porres, escuts i canons d'aigua, partint milers de sahrauís a peu pel desert camí d'Al-Aaiun. Segons el valí d'Al-Aaiun, les forces de seguretat havien fet una "operació per alliberar els chioukhs (notables sahrauís), a les dones i als nens que estaven en poder d'un grup d'individus amb antecedents penals per delictes comuns" que es haurien refugiat en el campament de manera que, segons el valí, després de tractar de dialogar amb ells, la situació era "inacceptable des d'un punt de vista legal", es va produir la intervenció de les forces de l'ordre per "detenir de manera pacífica els elements que estaven fora de la llei, però se'ls va impedir accedir al campament, essent atacats amb còctels molotov i ampolles de gas".

## Revoltes a Smara i Al-Aaiun
En assabentar-se els habitants d'Al-Aaiun de l'assalt, des de diferents barris de la ciutat grups de veïns van marxar en direcció a Gdeim Izik per ajudar els que retornaven, impedint la policia sortir de la ciutat. Llavors es van organitzar barricades en diferents punts de la capital, bombolleta inclosa el carrer principal d'aquesta, Smara, amb durs enfrontaments amb la policia que faig servir bales de goma intentant dispersar els manifestants. Grups de joves que venien des del campament es van unir als enfrontaments contra les forces de l'ordre amb còctels molotov i pedres. Fonts sahrauís van assenyalar que els manifestants havien pres una comissaria i que la policia marroquina usava foc real.
En la nit del 8 al 9 de novembre, el govern marroquí va decretar el toc de queda a la ciutat. Fonts sahrauís van assegurar que durant aquesta nit van ser detingudes desenes de persones, i es van produir atacs i saquejos a propietats sahrauís. Fonts sahrauís han indicat que el dia 9 de novembre la ciutat va despertar presa per les forces de seguretat del Marroc que mantenien tancats els accessos i que ciutadans promarroquí patrullaven els carrers. Mentrestant, aquest dia es van mantenir escaramusses a la zona centre, menys violentes que les del dia anterior. El Front Polisario assenyalà que també es varen registrar enfrontaments a Smara, on el govern marroquí havia decretat l'estat de setge i s'havien suspès les classes fins al 19 de novembre.
El ministre d'Exteriors de la RASD, Mohamed Uld Salek, denuncià el 10 de novembre que als carrers d'Al-Aaiun "estaven apareixent cossos degollats i cadàvers amb impactes de bala, alguns d'ells de nens. La televisió marroquina mostra imatges de calma aparent de les zones de colons, però als barris sahrauís els marroquins maten a la gent i la deixen tirada als carrers".

## Conseqüències humanes

### Informe de Human Rights Watch
El primer informe independent sobre els esdeveniments el va oferir l'organització no governamental Human Rights Watch el 20 de novembre. El seu director d'Emergències, Peter Bouckaert, romangué cinc dies a la zona del campament i Al-Aaiun i afirmà no haver patit cap mena de restricció per part de Marroc en les seves investigacions, si bé en els seus dos primers intents d'arribar a Al-Aaiun, no li va ser permesa l'entrada.
Bouckaert confirmà tretze morts, 11 de les forces de seguretat marroquines i 2 entre els sahrauís, coincidint amb les dades aportades per Marroc vuit dies abans. En aquest informe s'assenyalà que l'acció dels militars fou violenta, però que no acudiren al campament portant armes de foc; que els militars marroquins colpejaren a sahrauís fins a deixar-los inconscients i després seguiren colpejant-los, que un nombre elevat de persones foren detingudes i que foren comuns els maltractaments i abusos a les dependències policíaques, i que aquest tracte vexatori continuava després d'acabar la inspecció. L'informe assenyalà també que "les forces de seguretat participaren amb civils marroquins a atacs de represàlies contra civils i les seves cases i impediren a sahrauís ferits anar a buscar assistència mèdica".
Respecte a la vinculació amb elements extremistes dels sahrauís segons la versió marroquina, Bouckaert la desmenteix, informà que Marroc seguia buscant als líders del campament i que sí que eren certs els saquejos als habitatges dels civils sahrauís per part de civils marroquins, en especial a l'Al-Aaiun. Desmentí també la versió sahrauí que Al-Aaiun estigués en estat de setge.

### Informe d'Amnistia Internacional
Amnistia Internacional va fer públic el seu informe l'1 de desembre sobre la situació al Sàhara Occidental després dels enfrontaments. L'organització va assenyalar que va romandre a la zona durant sis dies sense tenir problemes en les seves investigacions. En l'informe va concloure que el nombre de morts es corresponia amb les dades ofertes pel govern del Marroc, si bé els constaven dos sahrauís desapareguts que no es trobaven en les xifres oficials. Respecte a si s'havia exercit o no una violència desmesurada contra els sahrauís, l'informe assenyalava que "els maltractaments i cops, de vegades causant ferides greus, van ser generalitzats" i que "tots els detinguts amb els quals ens hem entrevistat han patit tortures i maltractaments com a pràctica rutinària". Els detinguts van estar diversos dies sense que els seus familiars tinguessin coneixement:
| « | La llei obliga a facilitar informació a les famílies, però no hem trobat cap cas en què les autoritats prenguessin la iniciativa d'informar als familiars de detinguts. Quan aquests acudiren a les autoritats per a preguntar on estaven els seus parents, no aconseguiren cap informació i això durà diversos dies, fins que el 24 de novembre moltes famílies pogueren visitar la Presó Negra per primera vegada i confirmar així les sospites. | » |

### Associació Marroquina de Drets Humans (AMDH)
L'Associació Marroquina de Drets Humans denuncià la vigília de Nadal de 2010 que l'assalt als campaments no donà oportunitat a dones, ancians i discapacitats per a sortir. Denuncià a més a més tortures, detencions il·legals, la prohibició de visitar hospitals i l'atiament dels immigrants marroquins contra els sahrauís.

## Querelles a l'Audiència Nacional espanyola
La Lliga Espanyola Pro Drets Humans presentà a l'Audiència Nacional espanyola una querella com a acció popular contra tres ministres marroquins i el governador d'Al-Aaiun per la presumpta comissió dels delictes d'assassinat d'un ciutadà espanyol i de lesa humanitat, genocidi, lesions i tortures, i sol·licità que la ministra d'Exteriors espanyola, Trinidad Jiménez, comparegués com a testimoni. Pocs dies després també presentà una querella a l'Audiència Nacional la família del mort en qualitat d'acusació particular contra el ministre de l'Interior marroquí, els cossos especials de la policia marroquina i els agents que intervingueren, pels delictes d'assassinat i lesa humanitat. La Fiscalia de l'Audiència Nacional el 26 de novembre qualificà els fets denunciats com un delicte de lesa humanitat, "amb caràcter provisional i sense perjudici d'una major concreció en el futur", justificant la competència de l'Audiència per a investigar els fets en què l'única víctima mortal reconeguda per Marroc és espanyola, així com la relació històrica i cultural entre Espanya i el Sàhara Occidental, justificant la competència de l'Audiència en virtut del principi de jurisdicció universal.
| « | Les circumstàncies descrites a la querella, unida als antecedents històrics, permeten afirmar en aquest moment, i sense perjudici d'una ulterior informació més completa, que els fets podrien tenir naturalesa delictiva en els termes expressats. L'actuació policial [marroquina] es dirigeix contra un col·lectiu molt determinat assentat en una localització concreta, col·lectiu que reuneix els requisits per ser considerat grup nacional o ètnic als efectes indicats. Tal qualificació li va ser reconeguda pels antecedents que la qüestió sahrauí ha despertat en el si de l'ONU i en particular a la Resolució 1495 de 2003, aprovada pel Consell de Seguretat. Els llaços amb la comunitat sahrauí són evidents. No solament cal destacar la condició de territori colonial en el passat del Sàhara occidental, el que va determinar la creació de vincles lingüístics, culturals, etcètera, que té reflex en la legislació espanyola. Així, la legislació sobre l'adquisició de la nacionalitat espanyola preveu mecanismes privilegiats per l'ètnia sahrauí. [A més a més] l'ONU considera a Espanya potència administradora del territori no autònom del Sàhara occidental, en declarar contraris al dret internacional els Acords de Madrid celebrats el 1975 entre Espanya, Marroc i Mauritània en què es nomenaren potències administradores a aquestes dues últimes. | » |

## Reaccions internes

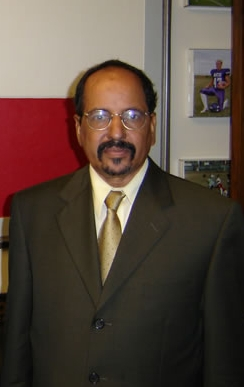
Mohamed Abdelaziz durant una visita als Estats Units el 2005.

### Entitats sahrauís
El Front Polisario i la cúpula de la República Àrab Sahrauí Democràtica (RASD), presidida per Mohamed Abdelaziz, van mantenir reunions d'urgència després de l'assalt per determinar si tornaven a les armes contra el Marroc, tal com exigia un dels seus líders més carismàtics, Brahim Gali, cofundador del Front Polisario. i ministre de Defensa de la RASD. Poc abans dels enfrontaments, Abdelaziz havia advertit que la tornada a les armes seguia sent una opció "legítima" dels sahrauís. Brahim Gali, va afirmar que el Govern de la RASD no descartava cap opció, inclosa la tornada a l'acció armada, davant la "ferotge repressió" de les autoritats marroquines "sobre els territoris ocupats". Bucharaya Beyún, representant del Polisario a Espanya va declarar:
| « | Mai, des de l'alto el foc de 1991, hem estat tan a prop d'una guerra. La confiança dels sahrauís amb la comunitat internacional s'ha acabat. Marroc ha dut a terme una repressió ferotge amb presoners, tortures i desaparicions diàries. Hi ha un silenci sepulcral en els governs europeus que no s'entén. Ningú diu res. | » |

El 19 de novembre els representants del Front Polisario a Espanya van advertir que les comunitats sahrauís reclamaven una guerra després dels enfrontament i que el Polisario disposava d'"armes, homes i voluntat suficient perquè no hi hagi pau a la zona mentre no es doni una solució pacífica al conflicte" davant del "silenci, complicitat i indiferència" de la comunitat internacional.
Les associacions sahrauís de defensa dels drets humans, com la que presideix l'activista Aminatou Haidar, van assenyalar que quan les accions acabessin es coneixerien molts més morts i ferits.

### Govern del Marroc

#### Acusacions a Algèria i vincles amb Al-Qaida del Magrib Islàmic
Marroc, a través de l'ambaixador del país a la Unió Europea, Menouar Alem, va assenyalar en una carta enviada a les autoritats europees, que Algèria era la responsable de finançar i encoratjar els enfrontaments. Va qualificar l'actuació algeriana de "pla metòdic de desestabilització" i que van ser "criminals manipulats" els qui van crear les tensions entre els acampats. L'agència oficial marroquina MAP, i els ministres d'Afers Exteriors, Taieb El Fassi, i de l'Interior, Taieb Cherkaouki, van presentar a la tarda nit del 15 de novembre, i al llarg del dia 16, imatges que, al seu parer, avalaven la versió marroquina segons la qual es trobaven a l'interior del campament elements violents que retenien a la població pacífica i que es va degollar a militars marroquins i es van humiliar els cadàvers. El ministre de l'Interior marroquí, durant la seva visita a Espanya el 17 de novembre, acompanyat del general Hosni Benslimane (buscat des d'octubre de 2010 per la justícia francesa pel segrest i assassinat el 1965 del professor socialista Mehdi Ben Barka), va assenyalar que les tàctiques dels sahrauís en els incidents s'assemblaven a les emprades per Al-Qaida del Magrib Islàmic, el que va ser interpretat com a llaços vinculants entre els sahrauís i l'organització armada que actua al Magrib i part del Sahel africà. L'intent de vinculació entre uns i altres no és un fet nou, ja que els serveis secrets de la DRS marroquina ho han intentat diverses vegades. Segons una declaració del Departament d'Estat dels Estats Units, principal valedor del Marroc a la zona, EUA no va veure indicis de terrorisme islamista al Sàhara Occidental. Al contrari, la diplomàcia dels Estats Units, segons les filtracions de WikiLeaks, considerava que Al-Qaida del Magrib Islàmic constituïa una amenaça per als sahrauís i els que ocasionalment s'allotjaven amb ells en els campaments de refugiats, singularment espanyols.

#### Partit Istiqlal
Per la seva banda, el partit governamental marroquí, Istiqlal, va denunciar en un comunicat el 9 de novembre que "l'intent d'algunes persones per explotar un moviment social que té lloc en el context de la llibertat, la pluralitat i l'aperturisme" i que " no consentirà el xantatge i la manipulació política", assenyalant els avenços de tot ordre que ha viscut el Sàhara Occidental sota el regnat de Mohammed VI. D'altra banda, la delegació marroquí a les converses promogudes per Nacions Unides per a la descolonització del Sàhara Occidental que es va reunir el dia 9 de novembre amb representants de les Nacions Unides, assenyalà en el moment de suspendre's les reunions fins a desembre:
| «                                                            | No podem seguir sota el mateix marc ni en les mateixes condicions, d'aquí la necessitat de donar una nova dinàmica i un nou impuls qualitatiu a aquestes negociacions. | » |
| — Taib Fassi Fihri, ministre marroquí d'Assumptes Exteriors. | |   |

#### Crítiques a la premsa espanyola
A la premsa occidental, i singularment la premsa espanyola, no se li va permetre viatjar al Sàhara Occidental a informar dels esdeveniments. Tant el govern de Marroc com la companyia aèria estatal, Royal Air Maroc, van impedir que diversos periodistes espanyols cobrissin la informació, sent expulsats aquells que aconseguiren entrar a la zona com la cadena SER (Àngels Barceló) o retirant l'acreditació al corresponsal del diari ABC durant vuit anys, Luis de Vega. El govern de Marroc, a través del seu ministre de Comunicació, justificà l'actuació amb un comunicat oficial en el que acusà als periodistes espanyols, citant expressament a Antena 3, els diaris El País i ABC, la cadena SER i l'agència EFE, de "recórrer sistemàticament a procediments fal·laços, tècniques innobles, manipulacions abjectes i muntatges immunds" en "una autèntica deriva odiosa i racista amb greu manipulació de l'opinió pública espanyola" quan informaven sobre Marroc.

#### Crítiques a la posició europea
Des del 25 de novembre, en què el Parlament Europeu es pronuncià en favor d'una investigació independent dels esdeveniments, el Primer Ministre marroquí considerà que la resolució no els obligava a res i que interferia en assumptes de la sobirania marroquina, i assenyalà que estava fortament influenciada pel Partit Popular d'Espanya. Els partits polítics marroquins van convocar una manifestació a Casablanca pel dia 28 de novembre en protesta per la resolució de l'eurocambra. Centenars de milers de persones es manifestaren a Casablanca, amb el primer ministre marroquí a la capçalera i sota el lema Ahir i avui, el Sàhara sempre marroquí, desfilant pels carrers més cèntrics de la ciutat sota banderes del Marroc i retrats del rei Mohammed VI, mentre a les pancartes la majoria de les al·lusions criticaven l'actitud del Partit Popular espanyol.
Per la seva part, els sindicats marroquins, després d'una reunió amb el Ministre de l'Interior marroquí, encapçalada pel majoritari, la Confederació Democràtica del Treball, es varen sumar a la convocatòria de les forces polítiques i convocaren a la vegada una vaga pel dilluns, 29 de novembre, a les empreses espanyoles establertes al Marroc, com a rebuig a la posició del Parlament Europeu, adoptada, al seu parer, sota pressió del Partit Popular espanyol, si bé el govern marroquí desautoritzà pocs dies després la convocatòria de vaga, afirmant que convenia evitar tot allò que "atemptés contra els interessos dels operadors econòmics que contribueixen a l'apropament entre els pobles marroquí i espanyol".

### Mitjans de comunicació marroquins
Els mitjans de comunicació de Marroc estan subjectes a una legislació que no permet la llibertat de premsa. La televisió marroquina considera que el país havia patit una conspiració preparada per Algèria, enviant des dels camps de Tindouf, on es troben milers de refugiats sahrauís, persones "entrenades militarment a Cuba" per a activar la violència al Sàhara Occidental. Segons aquesta versió, el servei secret algerià (DRS) finançà amb 4,5 milions d'euros, les accions d'Al-Aaiun. Inclús el diari opositor, Libération, va veure la mà d'Al-Qaida del Magrib Islàmic en els enfrontaments.

## Reaccions internacionals
- Unió Europea: la Comissió Europea expressà la seva preocupació per l'"onada de violència", lamentant les víctimes mortals i demanant a las parts que mantinguessin la calma i evitessin la violència.[4] Més enllà, el Parlament Europeu afirmà la conveniència d'una investigació independent i internacional sobre els fets, instant el Marroc a permetre el lliure accés de la premsa a la zona i condemnant els incidents violents.[42]

- Nacions Unides: les Nacions Unides anunciaren l'11 de novembre la celebració d'una reunió extraordinària del Consell de Seguretat, en la que compareixerien el Secretari General, Ban Ki-moon i l'enviat especial d'aquest, Christopher Ross.[43] En aquesta reunió, Christopher Ross presentà el resultat de les converses que celebraren les parts i que coincidí amb els enfrontaments, dins de la ronda de contactes per al procés de descolonització. El Consell de Seguretat recolzà la MINURSO i les gestions de Ross, i rebutjà "la violència a Al-Aaiun i al campament de Gdeim Izik", al mateix temps que expressà les seves condolences pels morts i ferits.[44] El 2 d'octubre de 2023, l'ONU demana en una nota la llibertat dels manifestants independentistes sahrauís, membres de l'anomenat grup Gdeim Izik, que havien estat declarats culpables de l'assassinat de membres de les forces de seguretat del Marroc durant el desmantellament del camp. Gdeim Izik pels tribunals marroquins el 2013, i empresonat des de llavors.[45]

- Algèria: el govern d'Algèria, segons les filtracions de WikiLeaks, garantí als Estats Units que no aniria a la guerra contra el Marroc pel conflicte del Sàhara Occidental, però permetria que el Front Polisario combatés en el territori oriental que controla. Les relacions entre el president algerià, Abdelaziz Bouteflika, i el rei Mohammed VI es consideraven pèssimes.[46]

- Estat espanyol: el Govern espanyol, a través de la ministra d'Afers Exteriors i del vicepresident primer del Govern, Trinidad Jiménez i Alfredo Pérez Rubalcaba respectivament, manifestaren "preocupació" i "condemna de la violència" per l'assalt i els enfrontaments, sense arribar a condemnar el govern marroquí explícitament. La posició d'Espanya sobre els fets no va variar substancialment, raonant-ho en una falta de dades sobre el que havia passat realment donada la manca d'informació independent.

- França: Marroc va expulsar del país al diputat francès Jean-Paul Lecoq, que tenia la intenció de viatjar a Al-Aaiun, fet que va provocar la condemna del ministre d'Afers Exteriors francès, Bernard Kouchner, que va qualificar la situació a la zona com a "molt greu".[47]

- Regne Unit: El secretari d'Estat d'Exteriors del Regne Unit, Alistair Burt, va assenyalar des d'Alger, després d'entrevistar-se l'11 de novembre amb el ministre d'Estat delegat per a Afers del Magrib d'Algèria, Abdelkader Messahel, que el seu país seguia els successos del Sàhara Occidental "amb molta preocupació i inquietud" i va considerar que la violència desencadenada a la zona era "l'expressió de la frustració viscuda fins ara" i va reclamar la celebració del referèndum sobre l'autodeterminació del territori.[48]

- Reporters Sense Fronteres denuncià el 10 de novembre que el Marroc impedia l'accés dels mitjans de comunicació internacional a la zona de conflicte:

| «     | Avui dia [10 de novembre], els representants de l'aerolínia governamental Royal Air Maroc (RAM) segueixen sense deixar embarcar per a l'Al-Aaiun a l'aeroport de Casablanca a una desena de corresponsals estrangers. La premsa internacional interessada per la qüestió del Sàhara Occidental és objectiu directe de les autoritats marroquines. Al disposar d'un estatut avançat davant la Unió Europea i ser candidat a la seva integració, el Marroc no pot prohibir el dret a la imatge i l'accés a la informació. | » |
| — RSF | |   |

### Conclusió de la crisi segons la Unió Europea
El 13 de desembre la Unió Europea, en el marc del Consell d'Associació UE-Marroc, va manifestar la seva preocupació pel conflicte del Sàhara, va lamentar la pèrdua de vides humanes i la violència i va insistir en la necessitat de trobar una solució justa, alhora que va signar amb el Marroc tres acords de cooperació en matèria econòmica: un sobre liberalització comercial agrícola i pesquera, un altre que establia un mecanisme de resolució de diferències comercials i un tercer que permetia la participació marroquina en programes comunitaris. Les parts van considerar tancat el conflicte per l'assalt al campament sahrauí i la Unió Europea va valorar que "el partenariat amb el Marroc té un valor fonamental per a la UE". En paraules de Steven Vanackere, ministre belga d'Exteriors i president de torn de la Unió, "tots, inclosos els marroquins, lamentem la violència", i "crear la màxima transparència, afavoreix la solució".
La ministra d'Afers Exteriors espanyola, Trinidad Jiménez, que no va assistir a la trobada, es va manifestar també en termes similars, arribant a declarar que "cap esdeveniment alterarà la relació que tingui la Unió Europea amb el Marroc. Per a la Unió, el Marroc és un soci estratègic, que adquireix una importància fonamental en molts assumptes que considerem d'extraordinària rellevància, com els fluxos migratoris, la cooperació antiterrorista i els acords comercials".
El ministre marroquí d'Exteriors, present a la reunió, va assenyalar que havia "aprofitat l'ocasió per restablir la veritat i relatar els fets tal com han ocorregut els incidents de l'Al-Aaiun" i que el més important eren les negociacions que es portaven amb el Polisario en el marc de Nacions Unides i que es reprendrien pocs dies després, entre el 16 i el 18 de desembre. Ni el ministre marroquí ni la Unió Europea van aclarir si aquestes explicacions del Marroc havien estat suficients.